# Bloomington (Wisconsin)
Bloomington és una població dels Estats Units a l'estat de Wisconsin. Segons el cens del 2000 tenia 701 habitants.

## Demografia
Segons el cens del 2000, Bloomington tenia 701 habitants, 308 habitatges, i 198 famílies. La densitat de població era de 208,2 habitants per km².
Dels 308 habitatges en un 25,6% hi vivien nens de menys de 18 anys, en un 55,5% hi vivien parelles casades, en un 4,2% dones solteres, i en un 35,4% no eren unitats familiars. En el 31,2% dels habitatges hi vivien persones soles el 18,5% de les quals corresponia a persones de 65 anys o més que vivien soles. El nombre mitjà de persones vivint en cada habitatge era de 2,28 i el nombre mitjà de persones que vivien en cada família era de 2,84.
Per edats la població es repartia de la següent manera: un 23,4% tenia menys de 18 anys, un 6,8% entre 18 i 24, un 24,8% entre 25 i 44, un 23,3% de 45 a 60 i un 21,7% 65 anys o més.
L'edat mediana era de 42 anys. Per cada 100 dones de 18 o més anys hi havia 95,3 homes.
La renda mediana per habitatge era de 34.750 $ i la renda mediana per família de 40.833 $. Els homes tenien una renda mediana de 26.953 $ mentre que les dones 17.917 $. La renda per capita de la població era de 17.960 $. Aproximadament el 2,8% de les famílies i el 4,6% de la població estaven per davall del llindar de pobresa.

## Poblacions més properes
El següent diagrama mostra les poblacions més properes.